# Rafał Jakub Jarosławski

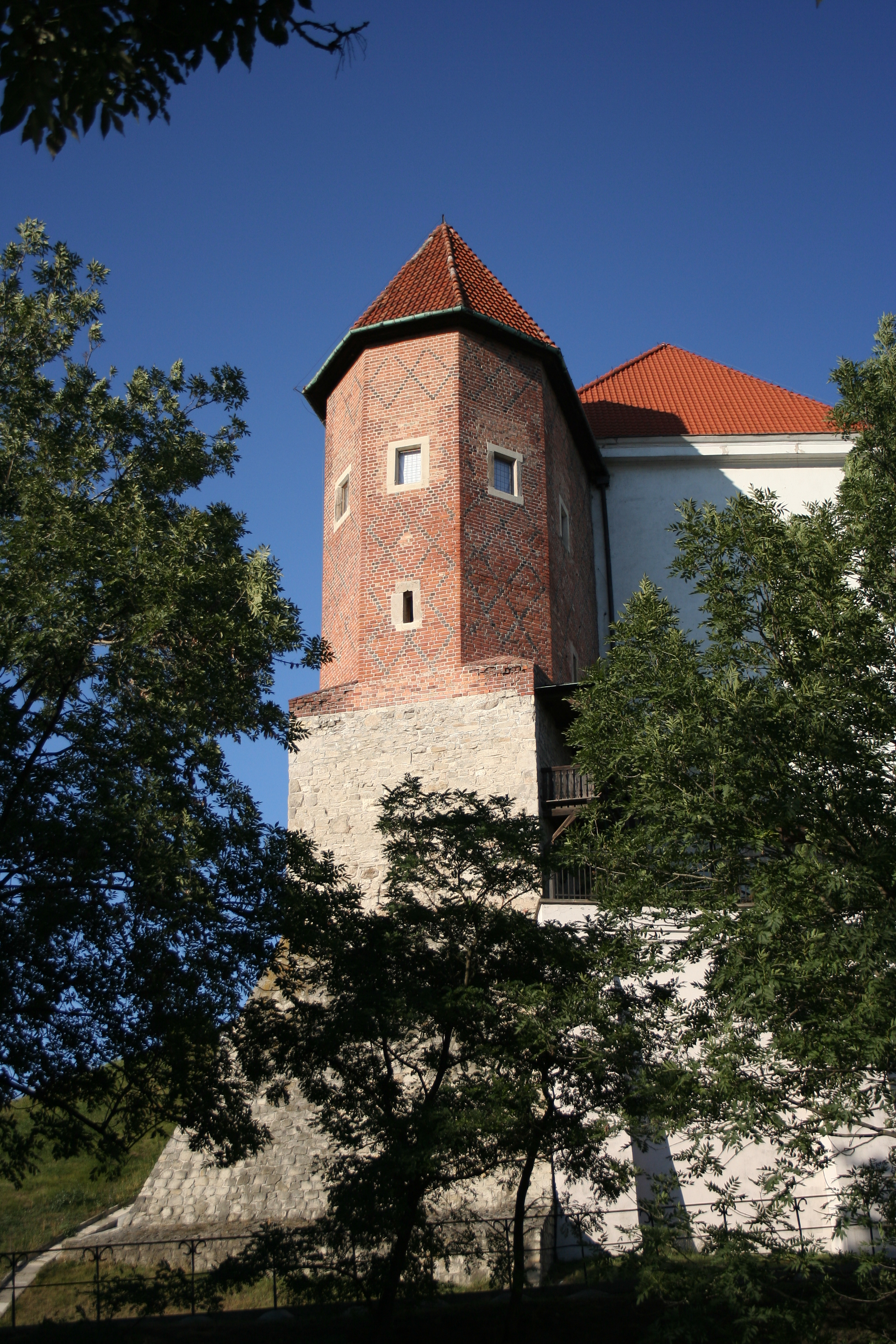
Wieża "kurza stopa" na zamku w Sandomierzu wybudowana w czasach Rafała z Jarosławia

Rafał Jakub Jarosławski herbu Leliwa, znany także jako Rafał z Jarosławia (ur. zapewne między 1436 a 1440 rokiem, zm. 22 grudnia 1493 roku) – polski rycerz, pan na dobrach Jarosław-Przeworsk, dyplomata króla Kazimierza Jagiellończyka. Syn Rafała Jarosławskiego z Przeworska, brat Spytka Jarosławskiego. 

## Życiorys
Jego rodzicami byli Rafał Jarosławski z Przeworska (zm. 1441) i Anna z Szamotuł, kasztelanka poznańska. Jego bratem był wojewoda Spytek III Jarosławski. 
Starosta generalny ruski w latach 1465–1478. W 1469 pobił Tatarów zawołżańskich pod Trembowlą. Podkomorzy przemyski w latach 1473–1477. W wojnie z Węgrami w 1475 brał udział w nieudanym oblężeniu Wrocławia.  Marszałek Królestwa Polskiego w 1477. W latach 1478–1479 ponownie starosta lwowski. Podskarbi koronny w 1479, a następnie starosta sandomierski od 1480, gdzie rozbudował gotycki zamek. Od 1485 kasztelan sandomierski. W 1487 brał udział w zwycięskiej bitwie z Tatarami pod Kopystrzyniem. Zastępca przewodniczącego Rady Królewskiej od 7 czerwca do 23 września 1492.
Brał udział w wielu misjach dyplomatycznych w Niemczech i na Węgrzech. 
W 1461 ufundował kościół pw. Świętej Barbary w Przeworsku wraz z klasztorem, do którego sprowadził cztery lata później Braci Mniejszych Obserwantów (Bernardynów). 
Rodzina
Mąż Elżbiety z Komorowa, ojciec Barbary, Rafała i Anny.